# Sân bay quốc tế Viru Viru
Sân bay quốc tế Viru Viru (IATA: VVI, ICAO: SLVR) là một sân bay ở Santa Cruz de la Sierra, Bolivia.
Sân bay này hiện là sân bay quốc tế lớn nhất Bolivia.
Sân bay phục vụ các các tuyến bay với các quốc gia Nam Mỹ, Bắc Mỹ, châu Âu. Năm 2005, sân bay này đã phục vụ  985.794 lượt khách.
Đơn vị vận hành là Airport Group International, cũng là đơn vị đang vận hành 3 sân bay lớn ở Bolivia – Sân bay quốc tế El Alto ở La Paz, Sân bay quốc tế Jorge Wilstermann ở Cochabamba.

## Các hãng hàng không và tuyến bay
| Hãng hàng không                | Tuyến bay |
| ------------------------------ | --- |
| Aerolíneas Argentinas          | Buenos Aires-Ezeiza |
| Aerocon                        | Cochabamba, La Paz, Puerto Suarez, Tarija, Trinidad |
| Aerosur                        | Asunción, Buenos Aires-Ezeiza, Cochabamba, Cusco, La Paz, Lima, Madrid, Miami, Puerto Suárez, Salta, São Paulo-Guarulhos, Sucre, Tarija, Tucumán, Washington-Dulles (từ tháng 3 năm 2010) |
| Amaszonas                      | Cochabamba, La Paz, Trinidad |
| American Airlines              | Miami |
| Copa Airlines                  | Panama City |
| Gol Transportes Aéreos         | Campo Grande, São Paulo-Guarulhos, Salvador da Bahia |
| LAN Perú                       | Iquique, Santiago de Chile, Lima, La Paz |
| TACA Peru                      | Lima, La Paz |
| TAM Paraguayan Airlines        | Asunción |
| TAM - Transporte Aéreo Militar | Cobija, Cochabamba, La Paz, Puerto Suárez, Sucre, Tarija, Trinidad |